# Paya Baru
Paya Baru is een bestuurslaag in het regentschap Aceh Tamiang van de provincie Atjeh, Indonesië. Paya Baru telt 295 inwoners (volkstelling 2010).